# 南茶眉县
南茶眉县是越南广南省下辖的一个县。

## 地理
南茶眉县东北接北茶眉县，东南接广义省山西县，南接崑嵩省都莫龙县和公伯陇县，西接崑嵩省得格雷县，西北接福山县。

## 历史
2003年6月20日，茶眉县以茶敦社、茶玲社、茶云社、茶荣社、茶集社、茶屯社、茶南社、茶亢社、茶梅社、茶灵社10社析置南茶眉县。

## 行政区划
南茶眉县下辖10社，县莅茶梅社。
- 茶亢社（Xã Trà Cang）
- 茶敦社（Xã Trà Don）
- 茶屯社（Xã Trà Dơn）
- 茶玲社（Xã Trà Leng）
- 茶灵社（Xã Trà Linh）
- 茶梅社（Xã Trà Mai）
- 茶南社（Xã Trà Nam）
- 茶集社（Xã Trà Tập）
- 茶云社（Xã Trà Vân）
- 茶荣社（Xã Trà Vinh）

## 民族
南茶眉县主要以色当族、墨侬族、戈族为主，京族只占全县人口2%。